# Base aéronavale d'Olathe
La Naval Air Station Olathe est une ancienne base de la marine américaine située à Gardner, au Kansas. Sur ses terrains se trouvait la base de la force aérienne d'Olathe. Après sa fermeture, elle est devenue le New Century AirCenter (en).

## Histoire

### Utilisation par la Navy
La base a ouvert ses portes sous le nom de « Naval Air Station Olathe » le 1er octobre 1942 et a été désignée localement sous le nom de « base navale de Gardner » car elle devait être utilisée pour le Naval Air Transport Service (en) (NATS) et Naval Air Primary Training Command (NAPTC) qui avait opère depuis l'aéroport de Fairfax (en),. 
Le futur astronaute John Glenn était dans la première classe à être formé à la base et il a effectué son premier vol en solo dans un avion militaire à partir de la base.   
Après la Seconde Guerre mondiale, le NAS Olathe a été utilisé pour les opérations aériennes par des unités de la Naval Air Reserve et de la Marine Air Reserve, ainsi que par le Naval Air Technical Training Center Olathe (NATTC Olathe), un centre de formation pour le service actif USN et USMC. Pendant la guerre de Corée, le Naval Reserve Fighter Squadron 774 (VF 774) basé à NAS Olathe a été rappelé en service actif pendant deux ans, dont six mois d'action à bord du porte-avions USS Boxer. 
La base ferme entre 1969 et 1970, les activités annexes de la Navy cessent en 1996. En 2011, un bataillon d'hélicoptères de transport de l'United States Army Aviation est récrée sur l'aéroport.

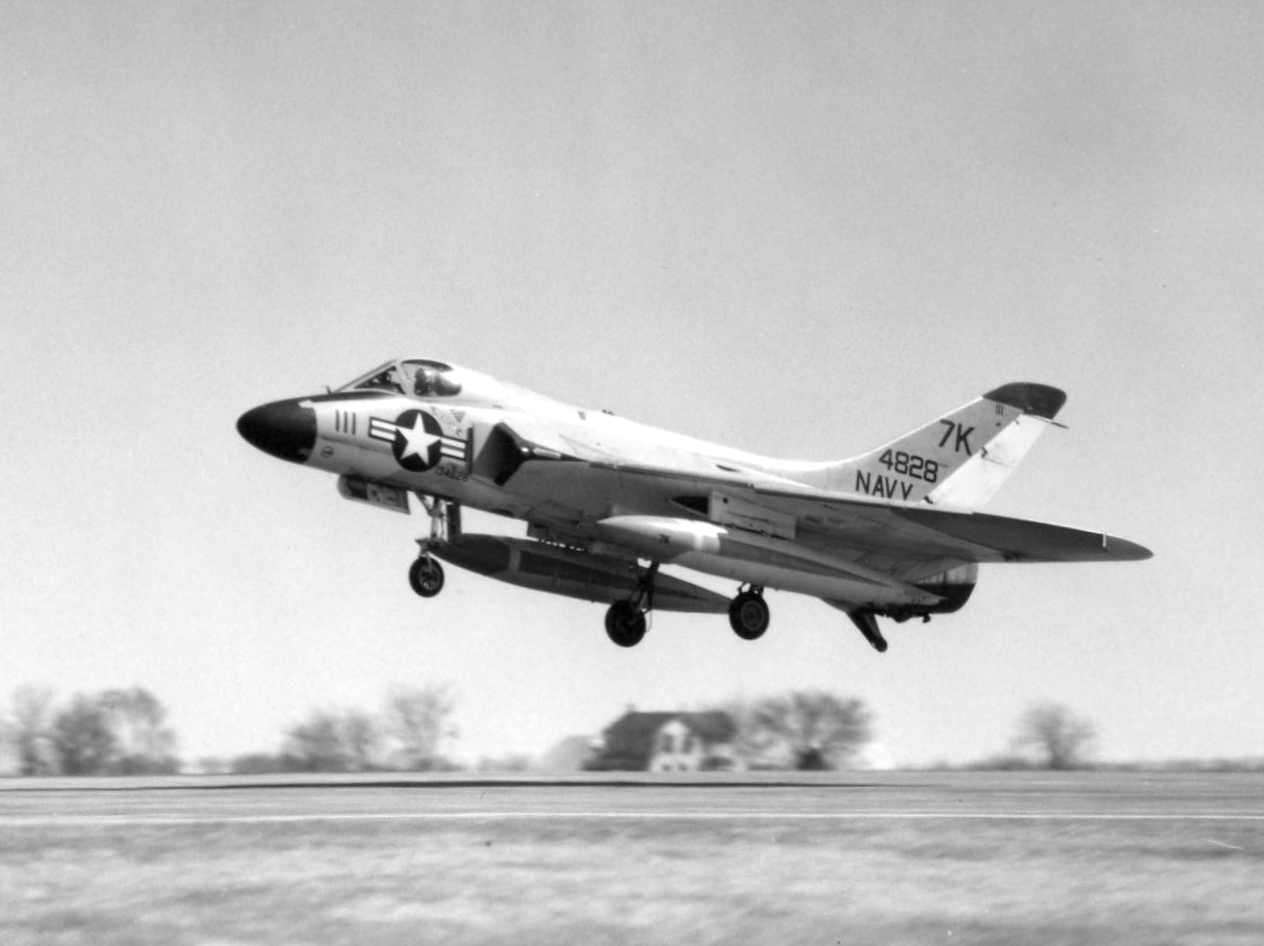
Un F-6A Skyray de la US Navy Reserve décollant d'Olathe, 1963.